# Велиал
Велиар, Велиал, Белиал, Белиел — Название происходит от ивр. בליעל‎ (белия́ал) — «не имеющий жалости, утренняя звезда». В Библии имя Велиал (в синодальном переводе Библии чаще всего передаётся описательно) связано с такими понятиями как «суета», «ничто». Слово прилагается священными писателями ко всем развратным, нечестивым и злым людям, но в особенности к сатане, как главному виновнику всякого нечестия и зла. Соответственно, Велиал — это имя духа злобы и тьмы, падшего ангела, ведь в Вульгате сынами его зовутся нечестивые и беззаконные люди.
Упоминание Велиара в Библии можно встретить, например, в следующих местах:
- «…viri civitatis illius filii Belial id est absque iugo» (Суд. 19:22, Вульгата); («Жители города того, дети Белиала, то есть, без ярма». Синодальный перевод: «жители города, люди развратные»);
- «...egressi sunt filii Belial de medio tui et averterunt habitatores urbis tuae atque dixerunt eamus et serviamus diis alienis quos ignoratis» (Втор. 13:13, Вульгата); (В Синодальном переводе: «...что появились в нем нечестивые люди из среды тебя и соблазнили жителей города их, говоря: «пойдем и будем служить богам иным, которых вы не знали»...»);

- «Какое согласие между Христом и Велиаром?» (2Кор. 6:15); (Прежде этих слов апостол Павел пишет: «Что общего у света с тьмою?» (2Кор. 6:14), тем самым выясняется, что имя Велиар обозначает в общем понимании тьму);
- «Слово велиала пришло на него; он слег; и не скоро проснётся» (Пс. 40:9).

## Белиал в «Гоетии»
В «Гоетии» демон описан как шестьдесят восьмой дух, имеющий титул короля. Согласно гримуару демон появился до Люцифера и одним из последних пал с небес, где до этого был даже более достойным ангелом, нежели Уриил. В его власти распределять чины и сенаторские привилегии, он делает возможной благосклонность друзей и врагов, может исцелять и даровать жизнь в этом мире — в обмен на бессмертную душу. Под его началом находятся 50 легионов демонов (Вейер полагал, что Велиал командовал 88 легионами демонов по 6666 демонов в каждом) и был представителем дьявольских войск в Турции. Перед магом демон, согласно «Гоетии», появляется в облике двух прекрасных ангелов, сидящих на огненной колеснице, и имеет приятный голос.

## Белиал в литературе
- Белиалу поклоняются люди разрушенной Америки в романе Олдоса Хаксли «Обезьяна и сущность». В произведении Белиал является всевластным и всемогущим богом, покровителем разврата, хаоса и разрушений.
- Эпическая поэма Джона Мильтона, впервые изданная в 1667 г., «Потерянный рай» (англ. «Paradise Lost»), Книга Вторая. Описан как внешне высокий, красивый и могучий, отличный стратег и оратор; внутренне же — «… Но лжив и пуст, хоть речь его сладка, Подобно манне; ловкий словоблудец За правду выдать мог любую ложь, Мог исказить любой совет благой, Столь мысли низменны его. Во зле Искусный, он ленив и празден был В деяньях чести, но, умея слух Пленять, красноречиво молвил так…»
- Один из главных отрицательных героев романа Я. Потоцкого «Рукопись, найденная в Сарагосе» — «испанский дворянин» Велиал де Геенна (Belial de Gehenna).
- В книгах Андрея Белянина «Моя жена — ведьма» и «Сестрёнка из преисподней» Белиар является главным злодеем, хозяином преисподней.
- В романе «Анжелика и Демон» Анн и Серж Голлон, ключевой персонаж Амбруазина де Модрибур — прекрасная, сладкоголосая женщина с божественно прекрасным телосложением, с исключительными познаниями в науках и человеческих душах, в конце книги разоблачается, как красавица-демон по имени Велиалит, с восемьюдесятью легионами духов зла.
- Присутствует в романе Филипа Дика «Всевышнее вторжение».
- В манге и лайт-новеллах Сёдзи Гато «Стальная тревога» боевой робот одного из главных антагонистов, а именно Леонарда Тестароссы назван Белиалом.
- В манхве корейской художницы Пак Сансон «Кафе "Таро"», где Бериал упоминается во всех 7 томах, и оказывается одним из двух главных персонажей впоследствии.
- В манхве «Маска» корейской художницы Ким Ён Хи Белиарами называются Лорды Демоны, всесильные магические существа, с одним из которых связывает свою жизнь Азарелла, главная героиня произведения.
- В манге Каори Юки «Angel Sanctuary», Велиал, или Белиал, предстаёт в облике Безумного Шляпника, лицедея Преисподней и является одним, вернее одной из 7 Сатан, воплощающих 7 Смертных Грехов. Она-«Гордыня». Является правой рукой Люцифера и одной из самых сильных демонов. Именно она развратила Содом и Гоморру, которые были уничтожены Богом.
- Имя «Велиар» было одним из вариантов имени Воланда в «Мастере и Маргарите» Михаила Булгакова.
- В романе Марии Бурковой «Верхняя пуговица» упоминаются секты поклонников Белиала в далёком будущем Галактики и красочно описываются их адепты и занятия.
- В серии книг Васильева Андрея «Акула пера в мире файролла» является ключевым персонажем.
- Эндрю Пайпер, «Демонолог», демон похитивший Тесс, дочь главного героя Джона Алмана.
- В серии книг Юлии Диппель "Изара" и "Белиал", могущественный демон, дьявол, положительный персонаж, друг и союзник главной героини на протяжении всей серии.
- В серии книг «Последние часы» цикла хроник Сумеречных охотников Кассандры Клэр Велиал — один из семи Принцев ада и главный злодей, с которым борются герои.
- В серии книг «Дневник смерти» (авторы: Вера Эристави, Ойлин Нокс) Белиал является основным антагонистом, который затягивает героев в петли времени, питаясь их страданиями.

## В компьютерных играх
- В Kamihime Project R Белиал является призывным существом «Эйдолоном» огненной стихии, дающей 100 % прибавки к силе.
- В Diablo III присутствует Белиал (Belial) — Владыка Лжи, один из Меньших воплощений Зла, родной брат Азмодана (Azmodan), Владыки Греха. Белиал в игре является боссом 2-го акта.
- В Gothic присутствует Белиар — бог тьмы.
- В серии игр Disciples Белиарх — призываемый демон. Огромные и свирепые Белиархи — часть скверны, окружающей логово Бетрезена. По зову своего повелителя они приходят на землю из глубин преисподней, чтобы показать миру те страдания, на которые обречен из-за него Падший Творец.
- В Neverwinter Nights Во второй главе в Чартвуде (на южном направлении) есть замок Джареда, где можно встретить демона Белиала.
- В Devil May Cry 4 Белиал является 2 боссом в игре, изображается как «Повелитель Адского Пламени»
- В Painkiller: Overdose главным героем является полуангел-полудемон — Белиал.
- В Darksiders II Белиал появляется как босс при покупке соответствующего DLC.
- В BloodRayne Является одним из финальных боссов.
- В Persona 4 Белиал является Персоной арканы Дьявол.
- В Shin Megami Tensei Велиал является Красным графом, одним из хозяев Роппонги в пост-апокалиптическом Токио. Вместе с Небиросом, Чёрным бароном, они приглядывают за демоном-девочкой Алисой. Единственный способ одолеть Велиала — запечатать его с помощью сосуда, находящегося в подвале его резиденции.
- В Ascension to the Throne Велиар является главным боссом захватившим разум хорошего человека.
- В SpellForce: The Order of Dawn есть задание отыскать маску Белиала для некроманта Хокана Ашира в обмен на его помощь; в завершающем первую часть игры аддоне SpellForce: Shadow of the Phoenix финальным боссом является Хокан Ашир, который, благодаря возвращенной в первой части маске Белиала, восстал из мертвых и в котором практически воплотился сам Белиал.
- В серии The Binding of Isaac есть книга Белиала (Book of Belial), дающая временное увеличение наносимого урона. Также, Иуда начинает игру с ней. Существует глаз Белиала, покупающийся у Сатаны, дающий увеличение урона после проникновения через врага.
- В видеоигре Space Hulk: Deathwing по вселенной Warhammer 40,000, Велиал является великим магистром Крыла Смерти, первой роты ордена Адептус Астартес «Тёмные Ангелы».

## В настольных играх
- В World of Darkness Белиал является одним из пяти архигерцогов Люцифера, а также Привязанным-к-Земле.

## Белиал в кинематографе
- В кинотрилогии Существо в корзине Белиал (в переводе Михалева — Билайл) — «демонический» брат-близнец, провоцирующий главного героя на преступления.
- В фильме Шесть демонов Эмили Роуз Белиал — один из демонов, овладевших телом Эмили.
- В сериале «Звёздные Врата: ЗВ-1» Белиал — имя одного из лордов-гоаулдов.
- В фильме «Носферату. Симфония ужаса» Мурнай (1922) Белиал упоминается как отец носферату.
- В мультфильме «Город колдунов» Белиал — чёрный маг, стремящийся завладеть сокровищами Древнего Храма и безраздельно господствовать над миром.
- В фильме Последний охотник на ведьм Белиал — прозвище ведьмака Бальтазара Кетола, антагониста.
- В фильме «Timm Thaler oder das verkaufte Lachen» (2017) Belial вместе с Behemoth помогает главному злодею Lefuet соблазнить Тима Талера на сделку о продаже его смеха в обмен на возможность выигрывать любое пари.

## В музыке
- Российская группа Velial Squad в своем названии отсылается к Белиалу.